# 5. vlada Republike Slovenije
5. vlada Republike Slovenije je bila vlada v obdobju od 7. junija 2000 do 30. novembra 2000.

## Koalicija
- SLS+SKD
- SDS

## Predsednik vlade
- Andrej Bajuk

## Ministri
- Zvonko Ivanušič, minister za finance - imen. 7/6-2000 - prenehala funkcija 30/11-2000
- Peter Jambrek, minister za notranje zadeve - imen. 7/6-2000 - prenehala funkcija 30/11-2000
- Lojze Peterle, minister za zunanje zadeve - imen. 7/6-2000 - prenehala funkcija 30/11-2000
- Barbara Brezigar, ministrica za pravosodje - imen. 7/6-2000 - prenehala funkcija 30/11-2000
- Janez Janša, minister za obrambo - imen. 7/6-2000 - prenehala funkcija 30/11-2000
- Miha Brejc, minister za delo, družino in socialne zadeve - imen. 7/6-2000 - prenehala funkcija 30/11-2000
- Marjan Senjur, minister za ekonomske odnose in razvoj - imen. 7/6-2000 - prenehala funkcija 30/11-2000
- Jože Zagožen, minister za gospodarske dejavnosti - imen. 7/6-2000 - prenehala funkcija 30/11-2000
- Ciril Smrkolj, minister za kmetijstvo, gozdarstvo in prehrano - imen. 7/6-2000 - prenehala funkcija 30/11-2000
- Janko Razgoršek, minister za malo gospodarstvo in turizem[1] - imen. 7/6-2000 - prenehala funkcija 30/11-2000
- Rudi Šeligo, minister za kulturo - imen. 7/6-2000 - prenehala funkcija 30/11-2000
- Andrej Umek, minister za okolje in prostor - imen. 7/6-2000 - prenehala funkcija 30/11-2000
- Anton Bergauer, minister za promet in zveze - imen. 7/6-2000 - prenehala funkcija 30/11-2000
- Lovro Šturm, minister za šolstvo in šport - imen. 7/6-2000 - prenehala funkcija 30/11-2000
- Andrej Bručan, minister za zdravstvo - imen. 7/6-2000 - prenehala funkcija 30/11-2000
- Lojze Marinček, minister za znanost in tehnologijo - imen. 7/6-2000 - prenehala funkcija 30/11-2000
- Tone Jerovšek, minister brez resorja, pristojen za področje zakonodaje - imen. 7/6-2000 - prenehala funkcija 30/11-2000